# Eremurus subalbiflorus
Eremurus subalbiflorus är en grästrädsväxtart som beskrevs av Aleksei Ivanovich Vvedensky. Eremurus subalbiflorus ingår i släktet Eremurus och familjen grästrädsväxter. Inga underarter finns listade i Catalogue of Life.